# Serie A (Italia) 2006-07
La temporada Serie A 2006/07 fue la 105.ª edición del campeonato de fútbol de más alto nivel en Italia y la 75.ª desde la creación de la Serie A. Comenzó el 10 de septiembre de 2006 y finalizó el 27 de mayo de 2007. El Inter de Milán obtuvo su 15.º scudetto, estableciendo un récord de puntuación en la época. Fue la única temporada de la Serie A en la que no estuvo la Juventus, que fue descendido a la Serie B, por su sanción recibida en el Calciopoli.

## Clasificación
| Pos. | Equipo             | Pts. | PJ | G  | E  | P  | GF | GC | Dif. | Clasificación o descenso                     |
| ---- | ------------------ | ---- | -- | -- | -- | -- | -- | -- | ---- | -------------------------------------------- |
| 1    | Inter de Milán (C) | 97   | 38 | 30 | 7  | 1  | 80 | 34 | +46  | Fase de grupos de la Liga de Campeones       |
| 2    | Roma               | 75   | 38 | 22 | 9  | 7  | 74 | 34 | +40  | Fase de grupos de la Liga de Campeones       |
| 3    | Lazio              | 62   | 38 | 18 | 11 | 9  | 59 | 33 | +26  | Tercera ronda previa de la Liga de Campeones |
| 4    | Milan              | 61   | 38 | 19 | 12 | 7  | 57 | 36 | +21  | Fase de grupos de la Liga de Campeones       |
| 5    | Palermo            | 58   | 38 | 16 | 10 | 12 | 58 | 51 | +7   | Primera ronda de la Copa de la UEFA          |
| 6    | Fiorentina         | 58   | 38 | 21 | 10 | 7  | 62 | 31 | +31  | Primera ronda de la Copa de la UEFA          |
| 7    | Empoli             | 54   | 38 | 14 | 12 | 12 | 42 | 43 | −1   | Primera ronda de la Copa de la UEFA          |
| 8    | Atalanta           | 50   | 38 | 12 | 14 | 12 | 56 | 54 | +2   |                                              |
| 9    | Sampdoria          | 49   | 38 | 13 | 10 | 15 | 44 | 48 | −4   | Tercera ronda de la Copa Intertoto           |
| 10   | Udinese            | 46   | 38 | 12 | 10 | 16 | 49 | 55 | −6   |                                              |
| 11   | Livorno            | 43   | 38 | 10 | 13 | 15 | 41 | 54 | −13  |                                              |
| 12   | Parma              | 42   | 38 | 10 | 12 | 16 | 41 | 56 | −15  |                                              |
| 13   | Catania            | 41   | 38 | 10 | 11 | 17 | 46 | 68 | −22  |                                              |
| 14   | Reggina            | 40   | 38 | 12 | 15 | 11 | 52 | 50 | +2   |                                              |
| 15   | Siena              | 40   | 38 | 9  | 14 | 15 | 35 | 45 | −10  |                                              |
| 16   | Torino             | 40   | 38 | 10 | 10 | 18 | 27 | 47 | −20  |                                              |
| 17   | Cagliari           | 40   | 38 | 9  | 13 | 16 | 35 | 46 | −11  |                                              |
| 18   | Chievo Verona (D)  | 39   | 38 | 9  | 12 | 17 | 38 | 48 | −10  | Descenso de categoría                        |
| 19   | Ascoli (D)         | 27   | 38 | 5  | 12 | 21 | 36 | 67 | −31  | Descenso de categoría                        |
| 20   | Messina (D)        | 26   | 38 | 5  | 11 | 22 | 37 | 69 | −32  | Descenso de categoría                        |

 Fuente: [cita requerida]
Notas:
1. 1 2 3 4  Como consecuencia del Calciopoli, Lazio fue sancionado con una reducción de 3 puntos, Milan con 8 puntos, Reggina con 11 puntos y Fiorentina con 15 puntos.
2. ↑  Milan se clasificó para la fase de grupos de la Liga de Campeones 2007-08 como campeón defensor.
3. ↑  Empoli se clasificó para la primera ronda de la Copa de la UEFA 2008-09 debido a que los finalistas de la Coppa Italia 2006-07 (Roma e Inter de Milán) se clasificaron para la Liga de Campeones, por lo que el cupo que otorgaba dicho torneo pasó al 7° clasificado.
4. ↑  Siena fue sancionado con una reducción de un punto por un retraso en el pago de las contribuciones a la seguridad social.

|                |
| Campeón        |
| Inter de Milán |
| 15º título     |

## Marcadores de los partidos
|            | Ascoli | Atalanta | Cagliari | Catania | Chievo | Empoli | Fiorentina | Inter | Lazio | Livorno | Messina | Milán | Palermo | Parma | Reggina | Roma | Sampdoria | Siena | Torino | Udinese |
| ---------- | ------ | -------- | -------- | ------- | ------ | ------ | ---------- | ----- | ----- | ------- | ------- | ----- | ------- | ----- | ------- | ---- | --------- | ----- | ------ | ------- |
| Ascoli     |        | 1-3      | 2-1      | 2-2     | 3-0    | 0-1    | 1-1        | 1-2   | 2-2   | 0-2     | 1-1     | 2-5   | 3-2     | 0-0   | 2-3     | 1-1  | 1-1       | 0-1   | 0-2    | 2-2     |
| Atalanta   | 3-1    |          | 3-3      | 1-1     | 1-0    | 0-0    | 2-2        | 1-1   | 0-0   | 5-1     | 3-2     | 2-0   | 1-1     | 1-1   | 1-1     | 2-1  | 3-2       | 3-1   | 1-2    | 1-2     |
| Cagliari   | 1-0    | 2-0      |          | 0-1     | 0-2    | 0-0    | 0-2        | 1-1   | 0-2   | 2-2     | 2-0     | 2-2   | 1-0     | 0-0   | 0-2     | 3-2  | 1-0       | 2-2   | 0-0    | 2-1     |
| Catania    | 3-3    | 0-0      | 0-1      |         | 2-0    | 2-1    | 0-1        | 2-5   | 3-1   | 3-2     | 2-2     | 1-1   | 1-2     | 2-0   | 1-4     | 0-2  | 4-2       | 1-1   | 1-1    | 1-0     |
| Chievo     | 1-0    | 2-2      | 0-0      | 2-1     |        | 0-0    | 0-1        | 0-2   | 0-1   | 2-1     | 1-1     | 0-1   | 0-1     | 1-0   | 3-2     | 2-2  | 1-1       | 1-2   | 3-0    | 2-0     |
| Empoli     | 4-1    | 2-0      | 1-0      | 2-1     | 1-1    |        | 1-2        | 0-3   | 1-1   | 2-2     | 3-1     | 0-0   | 2-0     | 2-0   | 3-3     | 1-0  | 2-0       | 1-0   | 0-0    | 1-1     |
| Fiorentina | 4-0    | 3-1      | 1-0      | 3-0     | 1-0    | 2-0    |            | 2-3   | 1-0   | 2-1     | 4-0     | 2-2   | 2-3     | 1-0   | 3-0     | 0-0  | 5-1       | 1-0   | 5-1    | 2-0     |
| Inter      | 2-0    | 2-1      | 1-0      | 2-1     | 4-3    | 3-1    | 3-1        |       | 4-3   | 4-1     | 2-0     | 2-1   | 2-2     | 2-0   | 1-0     | 1-3  | 1-1       | 2-0   | 3-0    | 1-1     |
| Lazio      | 3-1    | 1-0      | 0-0      | 3-1     | 0-0    | 3-1    | 0-1        | 0-2   |       | 1-0     | 1-0     | 0-0   | 1-2     | 0-0   | 0-0     | 3-0  | 1-0       | 1-1   | 2-0    | 5-0     |
| Livorno    | 0-0    | 4-2      | 2-1      | 4-1     | 0-2    | 0-0    | 1-0        | 1-2   | 1-1   |         | 2-1     | 0-0   | 1-2     | 3-0   | 1-1     | 1-1  | 1-0       | 0-0   | 1-1    | 1-0     |
| Messina    | 1-2    | 0-0      | 2-2      | 1-1     | 2-1    | 2-2    | 2-2        | 0-1   | 1-4   | 0-1     |         | 1-3   | 2-0     | 1-1   | 2-0     | 1-1  | 0-2       | 1-0   | 0-3    | 1-0     |
| Milán      | 1-0    | 1-0      | 3-1      | 3-0     | 3-1    | 3-1    | 0-0        | 3-4   | 2-1   | 2-1     | 1-0     |       | 0-2     | 1-0   | 3-1     | 1-2  | 1-0       | 0-0   | 0-0    | 2-3     |
| Palermo    | 4-0    | 2-3      | 1-3      | 5-3     | 1-1    | 0-1    | 1-1        | 1-2   | 0-3   | 3-0     | 2-1     | 0-0   |         | 3-4   | 4-3     | 1-2  | 2-0       | 2-1   | 3-0    | 2-0     |
| Parma      | 1-0    | 3-1      | 2-1      | 1-1     | 2-2    | 3-1    | 2-0        | 1-2   | 1-3   | 1-0     | 4-1     | 0-2   | 0-0     |       | 2-2     | 0-4  | 0-1       | 1-0   | 1-0    | 0-3     |
| Reggina    | 2-1    | 1-1      | 2-1      | 0-1     | 1-1    | 4-1    | 1-1        | 0-0   | 2-3   | 2-2     | 3-1     | 2-0   | 0-0     | 3-2   |         | 1-0  | 0-1       | 0-1   | 1-1    | 1-1     |
| Roma       | 2-2    | 2-1      | 2-0      | 7-0     | 1-1    | 1-0    | 3-1        | 0-1   | 0-0   | 2-0     | 4-3     | 1-1   | 4-0     | 3-0   | 3-0     |      | 4-0       | 1-0   | 0-1    | 3-1     |
| Sampdoria  | 2-0    | 2-1      | 1-1      | 1-0     | 3-0    | 1-2    | 0-0        | 0-2   | 2-0   | 4-1     | 3-1     | 1-1   | 1-1     | 3-2   | 0-0     | 2-4  |           | 0-0   | 1-0    | 3-3     |
| Siena      | 0-1    | 1-1      | 0-0      | 1-1     | 2-1    | 2-0    | 1-1        | 1-2   | 2-1   | 0-0     | 3-1     | 3-4   | 1-1     | 2-2   | 0-1     | 1-3  | 0-2       |       | 1-0    | 2-2     |
| Torino     | 1-0    | 1-2      | 1-0      | 1-0     | 1-0    | 1-0    | 0-1        | 1-3   | 0-4   | 0-0     | 1-1     | 0-1   | 0-0     | 1-1   | 1-2     | 1-2  | 1-0       | 1-2   |        | 2-3     |
| Udinese    | 0-0    | 2-3      | 3-1      | 0-1     | 2-1    | 0-1    | 1-0        | 0-0   | 2-4   | 4-0     | 1-0     | 0-3   | 1-2     | 3-3   | 1-1     | 0-1  | 1-0       | 3-0   | 2-0    |         |

## Resultados
- Liga de Campeones: Inter de Milán, AS Roma y el Milán (este se clasificó directo por ser el campeón de la edición 2006-2007)
- Clasificación a la Liga de Campeones: SS Lazio
- Copa de la UEFA: US Palermo, Fiorentina y Empoli FC
- Copa Intertoto: Sampdoria
- Descensos: FC Messina, Ascoli y AC Chievo Verona
- Ascensos: Juventus, SSC Napoli y Genoa CFC